# Etenaken
Etenaken (Limburgs: Eëtenake) is een buurtschap van Wijlre in de gemeente Gulpen-Wittem in Nederlands Zuid-Limburg. Het is tegenwoordig aan Wijlre vastgegroeid, maar bij het binnenrijden van de buurtschap staan de witte plaatsnaamborden met de naamsaanduiding.

## Geschiedenis
In 1840 bestond Etenaken uit 65 huizen, gelegen aan en om de grote weg tussen Strucht, Schoonbron en Wijlre.
Tijdens de Tweede Wereldoorlog konden de inwoners van Etenaken schuilen in de schuilkelder Groeve onder de Keutenberg.
Tot in de jaren 90 van de 20e eeuw had het gehucht nog een eigen winkel.

## Geografie
Aan de andere kant van het spoor ligt de buurtschap Fromberg. Alle wegen die vanaf de richting van het spoor lopen, komen van het plateau van De Berg (Ubachsberg), Elkenrade en Eyserheide. Een bekende weg is de Klapstraat die in het verlengde ligt van het Droogdal van Colmont. Bezienswaardigheden zijn een aantal mergel- en vakwerkhoffen en -huizen. Ook kundersteen komt als bouwmateriaal voor. Parallel aan de grote weg stroomt de Geul.

## Zie ook

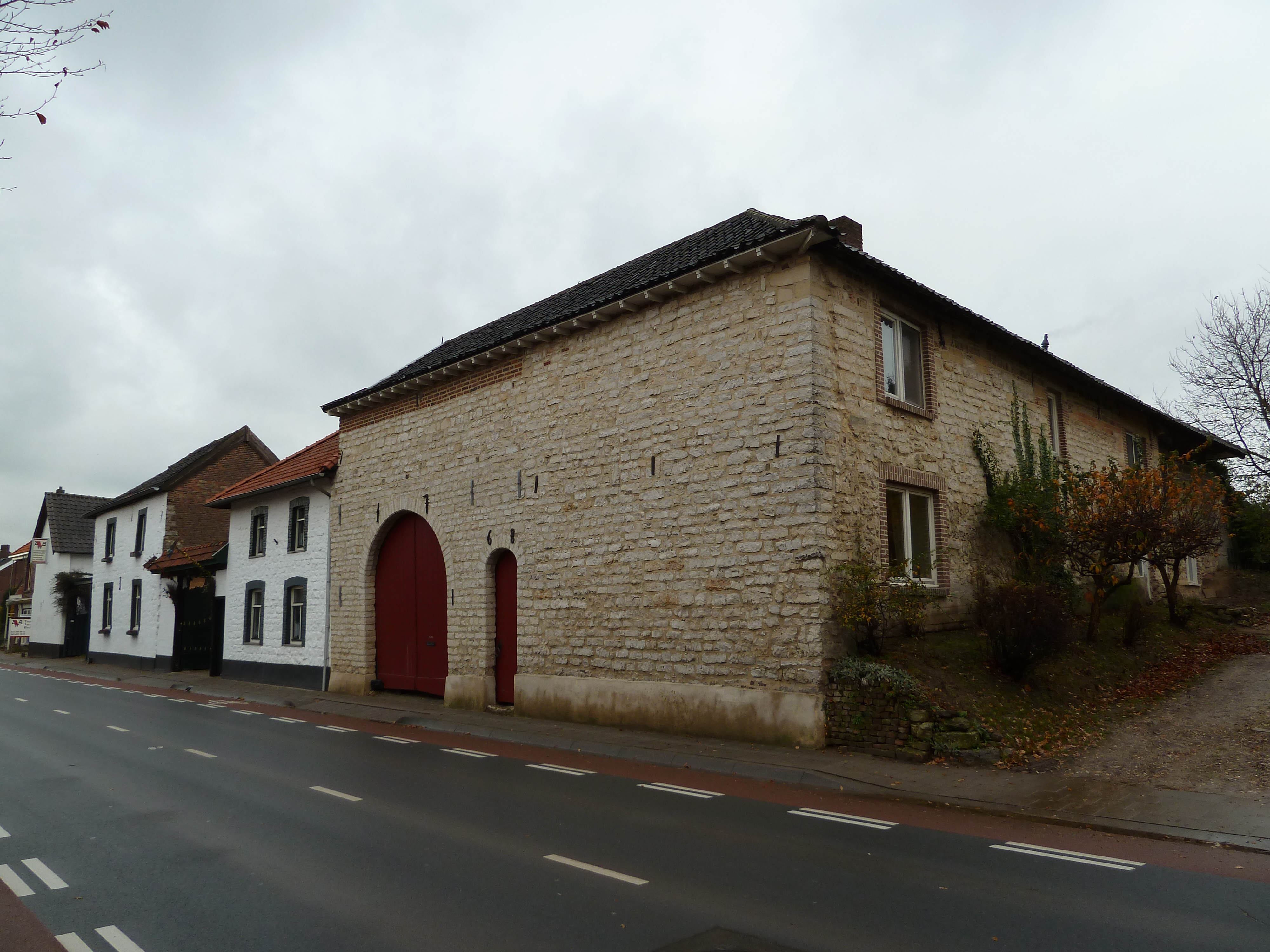
Vier rijksmonumenten